# Hexedron
A hexedron (más néven α-etilaminokaprofenon, vagy N-etilnorhexedron, hexen, vagy NEH) egy, az amfetaminok csoportjába, azon belül is a katinonszármazékok közé tartozó stimuláns. Lényegében dizájner drog és erős entaktogén vegyület, melyet az 1960-as években a Böhringer Ingelheim gyógyszergyártó vállalat egy sor szabadalmában adott közre. Ezek a szabadalmak az MDPV (metilén-dioxi-pirovaleron(en)) hatásmechanizusának jobb megismerését célozták. A 2010-es évek közepe óta a N-etilhexedron mint dizájnerdrog került a hatóságok látószögébe.

## Hatásmechanizmus
A dopaminerg neuronokban gátolja a reuptake (neurotranszmitter-visszavétel) mechanizmust, és stimulálja az agykérget és a szubkortikális (agykéreg alatti) struktúrákat. Hatásmechanizmusa megegyezik a metilfenidátéval, mely Ritalin néven kerül forgalomba.

## Kémiája
Etil-hexedron egy katinon-származék, ami azt jelenti, hogy egy fenetil-amin vázra egy alkilcsoport kapcsolódik egy alfa szénatommal és egy oxocsoport kapcsolódik egy béta szénnel. A katinonok lényegében az amfetamin béta-keton analógjai.
Az etil-hexedron nagyon hasonlít a nála sokkal szélesebb körben ismertté vált pentadron-hoz. A hexedron valójában egy bővített szénláncú változata a pentadronnak. A szénlánc hosszának megnövelése általában a hatásfok csökkenésével jár. Azonban ez esetben az etilcsoport a hexedron hatásfokát jelentős mértékben megnöveli. Ez a hatásfoknövekmény egyben arra az elméleti következtetésre ad okot, hogy egy etil-pentadron előállításával egy még hatásosabb gyógyszerelőanyag hozható létre.

## Farmakológiai hatások

### Fizikai
- spontán bizsergés
- ingerlékenység
- kiszáradás – szájszárazság, fokozott verejtékezés
- érösszehúzódás
- szapora szívverés
- étvágycsökkentő
- felfokozott figyelem
- ideiglenes merevedési zavar
- emelkedett vérnyomás
- fogcsikorgatás – ez kevésbé intenzív, ha összehasonlítjuk az MDMA-val.

### Mentális
- eufória
- felgyorsult agyi működés
- ítélőképesség javulás – ez a hatás leginkább alacsonyabb dózisoknál jelentkezik, ha nem árnyékolja be eufória
- tanulási folyamat javul
- időérzékelés torzul
- ego romlik
- diszinhibíció
- motiváció javulás
- kényszeres újraadagolás
- zene fokozott felértékelődése

### Utóhatás
Az utóhatás során előfordul a stimuláló hatás gyengülése kihagyása és általában ezt úgy érzékelik, mint egy negatív és kellemetlen tünetegyetüttest, főleg a hatóanyag hatásának csúcspontjához képest. Ezt gyakran nevezik a "lejövetelnek", és a neurotranszmitterek kimerülése okozza, a reuptake gátlóknál ez a hatás kevéssé jelentkezik,mint a realeaser típusú amfetaminoknál pl:metamfetamin. A hatások általánosan a következők:
- szorongás
- kognitív kimerültség
- depresszió
- ingerlékenység
- motiváció elnyomás
- gondolkodás sebességének lassulása
- éberség

## Szabályozás
Japánban és Svédországban a tiltott szerek listájára került, kereskedelme és fogyasztása is tilos.

## Készítmények
A nemzetközi gyógyszer-kereskedelemben sokféle szer kapható. Magyarországon nincs forgalomban.

## Fordítás
Ez a szócikk részben vagy egészben a Pentedrone című angol Wikipédia-szócikk fordításán alapul.  Az eredeti cikk szerkesztőit annak laptörténete sorolja fel. Ez a jelzés csupán a megfogalmazás eredetét és a szerzői jogokat jelzi, nem szolgál a cikkben szereplő információk forrásmegjelöléseként.